# Portes-lès-Valence
Portes-lès-Valence is een gemeente in het Franse departement Drôme (regio Auvergne-Rhône-Alpes). De gemeente telde 10.369 inwoners op 1 januari 2022. De plaats maakt deel uit van het arrondissement Valence. De gemeente ligt in de stedelijke agglomeratie van Valence.

## Geschiedenis
In de Romeinse tijd waren er twee grote herenboerderijen (villa rustica) op het grondgebied van Portes. Ook de na de val van het Romeinse Rijk bleef de plaats, met name de wijk Vidalon, bewoond. De kerk van Saint-Gervais werd gebouwd op de site van een van de Romeinse villa's. Fiancey was de oudste woonkern van de huidige gemeente terwijl Portes zelf maar ontstond als gehucht rond 1100. Portes en Fiancey vormden afzonderlijke gemeenten.
In de 19e eeuw groeide Portes sterk door de komst van de spoorweg. In 1854 werd de spoorlijn Avignon-Valence geopend en in 1857 de spoorlijn Valence-Lyon. In 1864 kwam er ook een spoorlijn Valence-Grenoble en in 1871 de lijn Livron-Crest. In Portes kwam er een belangrijk rangeerstation en veel spoorwegarbeiders vestigden zich in de gemeente Portes. Tot het einde van de 19e eeuw was Fiancey een landbouwgemeente. In 1908 werden beide gemeenten samengevoegd.
Het rangeerstation van Portes was een belangrijk doelwit voor luchtbombardementen tijdens de Tweede Wereldoorlog. Het werd een eerste maal gebombardeerd door de Duitsers op 22 juni 1940. In 1944 waren er verschillende Amerikaanse bombardementen met veel menselijke en materiële schade tot gevolg.

## Geografie
De oppervlakte van Portes-lès-Valence bedroeg op 1 januari 2022 14,43 vierkante kilometer; de bevolkingsdichtheid was toen 718,6 inwoners per km².
De onderstaande kaart toont de ligging van Portes-lès-Valence met de belangrijkste infrastructuur en aangrenzende gemeenten. De gemeente ligt aan de Rhône.

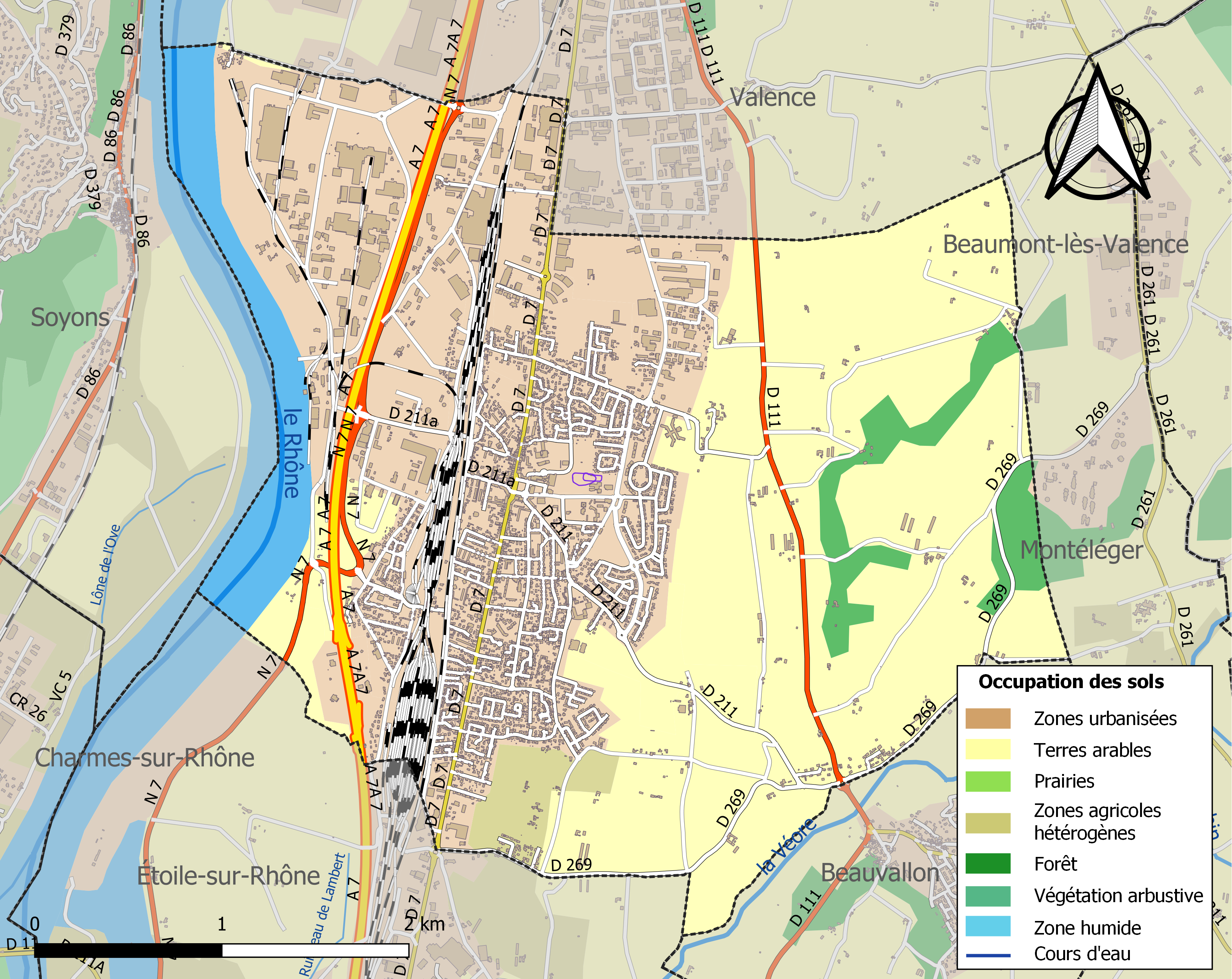

## Demografie
Onderstaande figuur toont het verloop van het inwonertal (bron: INSEE-tellingen).

## Vervoer
De autosnelweg A7 loopt door de gemeente, alsook de autowegen N7, D7 en D111. 
Portes heeft een rivierhaven aan de Rhône.